# Barranc de la Colada
El barranc de la Colada és un barranc del Pallars Sobirà, que neix en el vessant sud del Pic de Gel i desemboca a la Noguera Pallaresa.